# گراواتای
گراواتای (به پرتغالی: Gravataí) یک منطقهٔ مسکونی در برزیل است که در ریو گرانده جنوبی واقع شده‌است. گراواتای ۴۶۳٫۵ کیلومتر مربع مساحت و ۲۸۳٬۶۲۰ نفر جمعیت دارد و ۲۶ متر بالاتر از سطح دریا واقع شده‌است.